# Puente de las Infantas
El puente de las Infantas es un paso sobre el barranco del Alamín, en Guadalajara (España). Formaba parte junto con el torreón del Alamín y la desaparecida puerta del Postigo del acceso a la ciudad desde el arrabal del Alamín, situado extramuros.
Es un sencillo puente, muy grueso, hecho a base de mampostería construido en el siglo XIII en la remodelación de las murallas de Guadalajara. Recibe el nombre de Infantas debido a la leyenda de que dos de las hijas del rey Sancho IV de Castilla, Isabel y Beatriz, posteriormente reinas consortes de Aragón y de Portugal respectivamente, cruzaban el puente diariamente para asistir a misa al antiguo convento de San Bernardo, situado en el arrabal del Alamín.

## Reparos y reconstrucciones
El viaducto de las Infantas es una obra de mampostería, macizo en todo su alzado, desde las vertientes hasta el pretil que lo cierra. Únicamente tiene un ojo: un arco de ladrillo de dos pies y medio de rosca y de reducidas luces, las suficientes para permitir el paso de la corriente de agua. Así aparece representado en los dibujos y fotografías más antiguas, a excepción del realizado en 1565 por Anton Van den Wyngaerde, en el que se reproduce el puente de las Infantas con, al menos, dos arcos para salvar la depresión, lo que incita a suponer, bien que el dibujante flamenco se tomara alguna licencia a la hora de representar el puente, bien que fuerse protagonista de actuaciones reparadoras o sustituidoras de importancia en fechas subsiguientes. De hecho, se han documentado distintas intervenciones de consolidación que, de una u otra manera, han afectado a la fisonomía y funcionalidad del viaducto.
Por ejemplo, en el invierno de 1607 y 1608, cuando ya contaba con un único arco, se hubo de acometer una importante reparación «en la puente de la Puerta del Postigo, desde el ojo de la puente hazia la çiudad y otro paredoncillo que a de hazer atravesando el arroyo que viene de la cuesta de Hita», según condiciones de Antonio de Aguilar, maestro de obras. En ellas se establecía cómo debería levantarse el nuevo muro de mampostería, su espesor, alzado y pretil:

[...] de manera que quede en tres pies y medio de grueso y con este grueso suba hasta la superficie del enpedrado de la dicha puente y desde allí arriva se levante el antepecho de la mampostería según e la manera y del propio grueso y alto que agora está en que todo el largo de la puente con sus bueltas, non derribando lo que agora está en pie ansy antepecho como paredón [...].
(Archivo Histórico Provincial de Guadalajara, protocolo 236)

Finalmente, el remate de la obra recayó en Diego de Valera, maestro de obras, por un valor de 156.000 ducados.
Aún son más numerosas las referencias de actuaciones reparadoras que durante el siglo XIX acometió el Ayuntamiento para mantener la integridad de este puente. Por ejemplo, en 1862, el arquitecto municipal Cayetano Hermógenes Palacios redactó un proyecto y pliego de condiciones para el afirmado, colocación de aceras y mejoras en el puente de San Antonio y en el del Alamín. Concretamente, proponía en 1861 para este último componer unos muretes de tapial con machones y verdugadas de ladrillo y rematar la obra con una albardilla de teja sobre ladrillo, alcanzado un presupuesto de 2.146,60 pesetas.
En 1881, el arquitecto municipal Antonio Adeva se responsabilizaría de la obra de sustitución de aquellos muretes por otros pretiles de mampostería y ladrillo, recolocando los recuperados en la demolición. Esta sencilla obra sería objeto de una intervención reparadora en 1895 dirigida por el arquitecto municipal Baldomero Botella, presupuestándose trabajos de rejuntado en las fábricas de mampostería y ladrillo.
El 25 de mayo de 1921, una Real Orden de la Dirección General de Bellas Artes declaraba Monumento Histórico-Artístico al torreón del Alamín. Esta catalogación propiciaría una serie de intervenciones, casi siempre a cargo de la Brigada Municipal de Obras, orientadas a la preservación del torreón. En aquellas actuaciones nada se expresa sobre los posibles reparos a realizar en el puente de las Infantas, aunque sí los hubo. Después de la última restauración acometida en 1965 por el Ministerio de Cultura, el torreón y puente quedaron a la espera de su rehabilitación total, objetivo que se cumplió sólo para el torreón del Alamín en el año 2000.
En 2011, se procedió a la limpieza y rejuntado de la fábrica de mampostería, a la reparación del arco de ladrillo que permite el paso de las aguas y a la recomposición de los pretiles, reponiendo aquí los ladrillos perdidos del sardinel que constituye el pasamanos.

## Estado de conservación
La antigüedad del puente se observa principalmente en el estado de descomposición de los mampuestos calizos que constituyen las hiladas regulares de sus muros pantalla.
Esta fábrica está constituida por hiladas horizontales de mampostería ordinaria hasta alcanzar la rasante de la calle, punto en el que se interrumpe para adaptarse a la pendiente de la vía, acortándose las hiladas progresivamente en dirección al torreón. A partir de ahí, por el contrario, el pretil se resuelve con hiladas paralelas a la línea dibujada por el desnivel de la vía; es decir, en ángulo con las de los muros de contención.
En consecuencia, es una obra resultado de, al menos, dos fases constructivas: una primera, anterior a 1608 –fecha en la que se documenta la primera intervención reparadora de cierta envergadura–, que comprendería a los muros de contención, al arco y bóveda de ladrillo que permite el paso de la corriente de agua; y, una segunda, datada en 1881 y dirigida por Antonio Adeva, limitada a los muretes antepechos que delimitan la calzada con su albardilla de ladrillo a sardinel de dos pies en toda su longitud.
Como particularidad, en su frente meridional y sobre la clave del arco, muestra un recuadro formado por sillares rectangulares en cuyo interior se exhibe una losa de alabastro muy deteriorada. Quizá, en su origen, se tratara de una lápida conmemorativa a su construcción en el siglo XIII, o de un simple recurso ornamental reutilizando una pieza procedente de un expolio. En cualquier caso, su estado de conservación impide cualquier determinación.